# منديفيرا
منديفيرا (بالإنجليزية: Mendefera)‏ هي مستوطنة تقع في إريتريا في Mendefera District. يقدر عدد سكانها بـ 25,332 نسمة وترتفع عن سطح البحر 1,972 متر.

## المناخ
يظهر الجدول التالي التغييرات المناخية على مدار السنة لمنديفيرا:
| البيانات المناخية لـمنديفيرا      | البيانات المناخية لـمنديفيرا | البيانات المناخية لـمنديفيرا | البيانات المناخية لـمنديفيرا | البيانات المناخية لـمنديفيرا | البيانات المناخية لـمنديفيرا | البيانات المناخية لـمنديفيرا | البيانات المناخية لـمنديفيرا | البيانات المناخية لـمنديفيرا | البيانات المناخية لـمنديفيرا | البيانات المناخية لـمنديفيرا | البيانات المناخية لـمنديفيرا | البيانات المناخية لـمنديفيرا | البيانات المناخية لـمنديفيرا |
| الشهر                             | يناير                        | فبراير                       | مارس                         | أبريل                        | مايو                         | يونيو                        | يوليو                        | أغسطس                        | سبتمبر                       | أكتوبر                       | نوفمبر                       | ديسمبر                       | المعدل السنوي                |
| --------------------------------- | ---------------------------- | ---------------------------- | ---------------------------- | ---------------------------- | ---------------------------- | ---------------------------- | ---------------------------- | ---------------------------- | ---------------------------- | ---------------------------- | ---------------------------- | ---------------------------- | ---------------------------- |
| متوسط درجة الحرارة الكبرى °م (°ف) | 27.8 (82.0)                  | 28.5 (83.3)                  | 30.0 (86.0)                  | 30.0 (86.0)                  | 29.5 (85.1)                  | 28.2 (82.8)                  | 23.3 (73.9)                  | 22.6 (72.7)                  | 27.5 (81.5)                  | 27.5 (81.5)                  | 26.6 (79.9)                  | 26.6 (79.9)                  | 27.3 (81.2)                  |
| متوسط درجة الحرارة الصغرى °م (°ف) | 8.0 (46.4)                   | 9.2 (48.6)                   | 11.1 (52.0)                  | 12.0 (53.6)                  | 12.7 (54.9)                  | 12.6 (54.7)                  | 11.7 (53.1)                  | 12.3 (54.1)                  | 12.2 (54.0)                  | 9.7 (49.5)                   | 8.6 (47.5)                   | 8.1 (46.6)                   | 10.7 (51.3)                  |
| معدل هطول الأمطار مم (إنش)        | 0 (0)                        | 4 (0.2)                      | 12 (0.5)                     | 28 (1.1)                     | 41 (1.6)                     | 57 (2.2)                     | 190 (7.5)                    | 189 (7.4)                    | 50 (2.0)                     | 11 (0.4)                     | 16 (0.6)                     | 4 (0.2)                      | 602 (23.7)                   |
| المصدر: Climate-Data              |                              |                              |                              |                              |                              |                              |                              |                              |                              |                              |                              |                              |                              |

## أعلام
- زيرسيناي تاديسي